# Michel Bernard
Michel Bernard (Bar-le-Duc, França, 14 de desembre de 1958) és un escriptor i alt funcionari francès, autor de novel·les sobre episodis i personatges de la història i la cultura de França.

## Biografia
Alumne de l'escola d'administració de França (1990-1992), va fer carrera coma a alt funcionari de l'estat francès, en el transcurs de la qual va arribar a ser sotsprefecte de L'Haÿ-les-Roses i Reims. Des de 2016 es troba en excedència per dedicar-se plenament a l'escriptura.
Ha escrit nombroses novel·les centrades en episodis i figures històriques de França. En destaquen Comme un enfant (2003), sobre el pare de la cançó francesa Charles Trennet; Les Forêts de Ravel (2015, editat en català com Els boscos de Ravel), sobre el compositor Maurice Ravel; Deux Remords de Claude Monet (2016, editat en català com Els dos remordiments de Claude Monet), sobre el famós pintor impressionista; Le Bon Cœur (2018) i Le Bon Sens (2020), díptic sobre la figura de Joana d'Arc; o Les Bourgeois de Calais (2021, editat en català com Els burgesos de Calais), sobre l'escultor Auguste Rodin.

## Obres[1]
- Mes tours de France (1999)
- Comme un enfant (2003)
- Le Ciel entre les feuilles (2003)
- La Meuse sentimentale (2004)
- La Tranchée de Calonne (2007)
- La Maison du docteur Laheurte (2009)
- Le Corps de la France (2010)
- Pour Genevoix (2011)
- La Grande Guerre vue du ciel (2014)
- Les Forêts de Ravel (2015). [En català: Els boscos de Ravel (LaBreu Edicions, 2018). Traducció de Ferran Ràfols Gesa][2]
- Visages de Verdun (2016)
- Deux Remords de Claude Monet (2016). [En català: Els dos remordiments de Claude Monet (LaBreu Edicions, 2020). Traducció de Ferran Ràfols Gesa][3]
- Le Bon Cœur (2018)
- Hiver 1814, Campagne de France (2019)
- Le Bon sens (2020)
- Les bourgeois de Calais (2021) [En català: Els burgesos de Calais (LaBreu Edicions, 2023). Traducció de Ferran Ràfols Gesa][5]

## Premis[calcitació]
- Premi Livres et Musiques (2015)
- Oficial de l'ordre de les Arts i de les Lletres (2016)
- Premi Michel-Dard (2018)
- Premi de novel·la France Télévisions (2018)
- Premi Louis-Barthou (2019)
- Premi Alexandre-Vialatte (2020)
- Grand prix catholique de littérature (2020)
- Premi Alexandre Vialatte (2020)
- Premi de l'Acadèmia francesa Maurice-Genevoix (2021)